# Огнёв, Павел Егорович
Павел Егорович Огнёв (1911—1987) — лейтенант Рабоче-крестьянской Красной Армии, участник Великой Отечественной войны, Герой Советского Союза (1944).

## Биография
Павел Огнёв родился 7 декабря 1911 года в посёлке Боровской (ныне — Костанайская область Казахстана). После окончания шести классов школы и школы фабрично-заводского ученичества работал на шахте в Копейске. В 1933—1935 годах проходил службу в Рабоче-крестьянской Красной Армии. Демобилизовавшись, вновь работал на шахте. В августе 1942 года Огнёв повторно был призван в армию. С марта 1943 года — на фронтах Великой Отечественной войны. В боях был тяжело ранен.
К марту 1944 года младший лейтенант Павел Огнёв командовал ротой 794-го стрелкового полка 232-й стрелковой дивизии 40-й армии 2-го Украинского фронта. Отличился во время форсирования Южного Буга и освобождения Румынии. 15 марта 1944 года рота Огнёва переправилась через Южный Буг в районе села Щуровцы Гайсинского района Винницкой области Украинской ССР, захватив и удержав плацдарм на его берегу до переправы основных сил. Когда во время переправы начал тонуть ручной пулемёт, Огнёв бросился в воду и вытащил его, после чего сразу же вступил в бой. В районе румынских городов Боташани и Добри Огнёв во главе разведгруппы прошёл во вражеский тыл и добыл важные штабные документы противника. 26 марта 1944 года рота Огнёва переправилась через Прут в районе Сучавы и освободило ряд населённых пунктов. Во время тех боёв Огнёв получил ранение.
Указом Президиума Верховного Совета СССР от 13 сентября 1944 года за «успешное форсирование рек Южный Буг и Прут и проявленные при этом мужество и героизм» младший лейтенант Павел Огнёв был удостоен высокого звания Героя Советского Союза с вручением ордена Ленина и медали «Золотая Звезда» за номером 5107.
Проживал и работал в Харькове. Умер 4 мая 1987 года, похоронен на харьковском кладбище № 2.
Был также награждён орденами Отечественной войны 1-й и 2-й степеней, рядом медалей.
В честь Огнёва названа улица и установлен бюст в Копейске.